# Парњица
Парњица (слч. Párnica) насељено је мјесто са административним статусом сеоске општине (слч. obec) у округу Долни Кубин, у Жилинском крају, Словачка Република.

## Становништво
| Година:    | 1994. | 2004.   | 2014.    | 2024.    |
| ---------- | ----- | ------- | -------- | -------- |
| Број људи: | 757   | 737     | 867      | 988      |
| Разлика:   |       | -2,64 % | +17,63 % | +13,95 % |

| Година:    | 2023. | 2024.   |
| ---------- | ----- | ------- |
| Број људи: | 980   | 988     |
| Разлика:   |       | +0,81 % |

Према подацима о броју становника из 2011. године насеље је имало 816 становника.